# Kotschya ochreata
Kotschya ochreata är en ärtväxtart som först beskrevs av Paul Hermann Wilhelm Taubert, och fick sitt nu gällande namn av Jeanine Dewit och Paul Auguste Duvigneaud. Kotschya ochreata ingår i släktet Kotschya och familjen ärtväxter. Inga underarter finns listade i Catalogue of Life.